# Biofirma

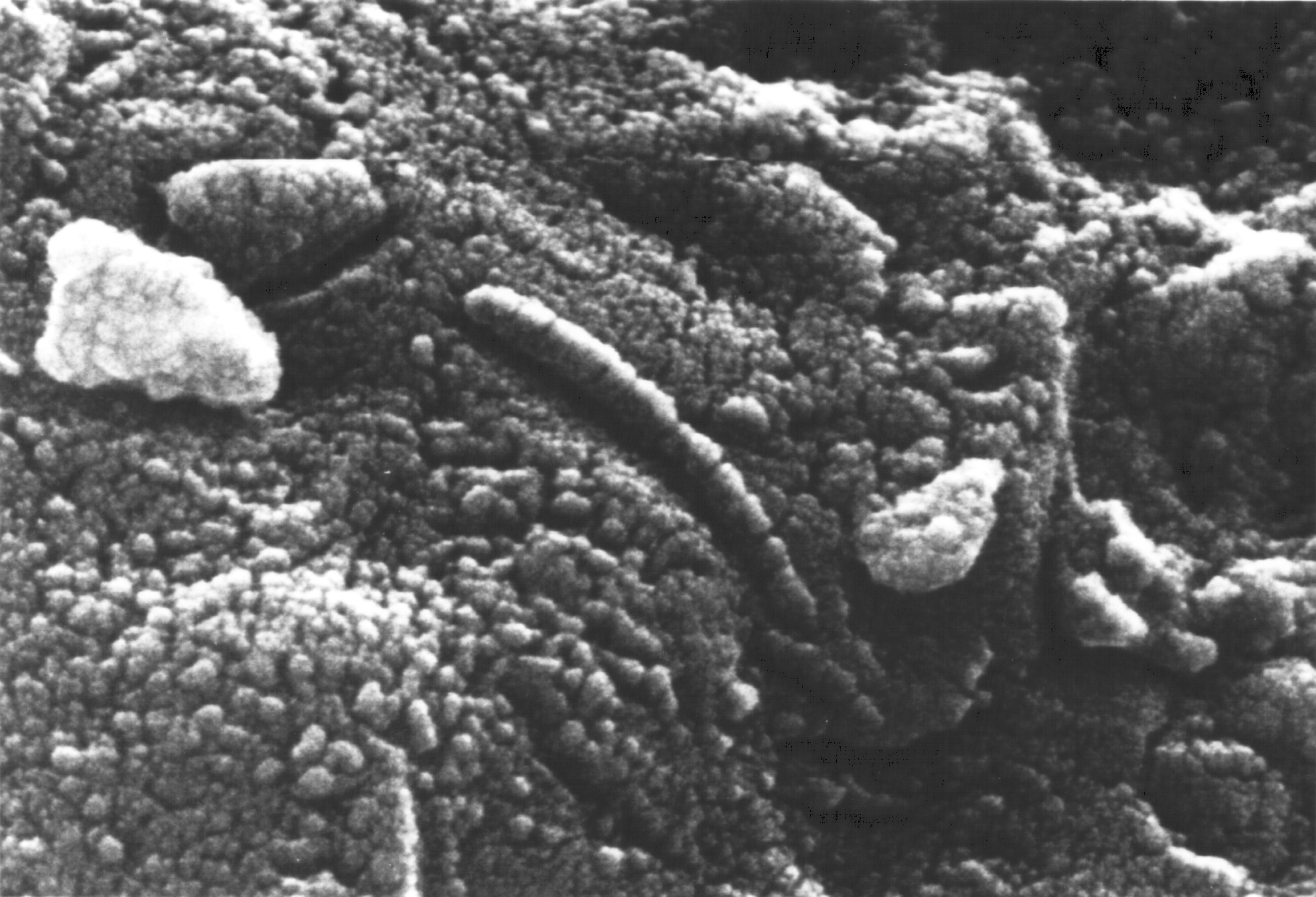
Alcuni ricercatori suggeriscono che queste strutture microscopiche nel meteorite marziano ALH84001 potrebbero essere batteri fossilizzati

Una biofirma, o firma biologica, è qualsiasi sostanza (come un elemento, un isotopo, una molecola) o fenomeno che fornisce prove scientifiche della presenza di vita, nel passato o nel presente. Le firme biologiche possono essere strutture fisiche e chimiche, nonché indicatori dell'utilizzo termodinamico di energia libera o della produzione di biomassa o di prodotti di scarto cellulare. Le biofirme sono uno dei meccanismi utilizzati nella ricerca di prove dell'esistenza di vita extraterrestre.

## In geomicrobiologia

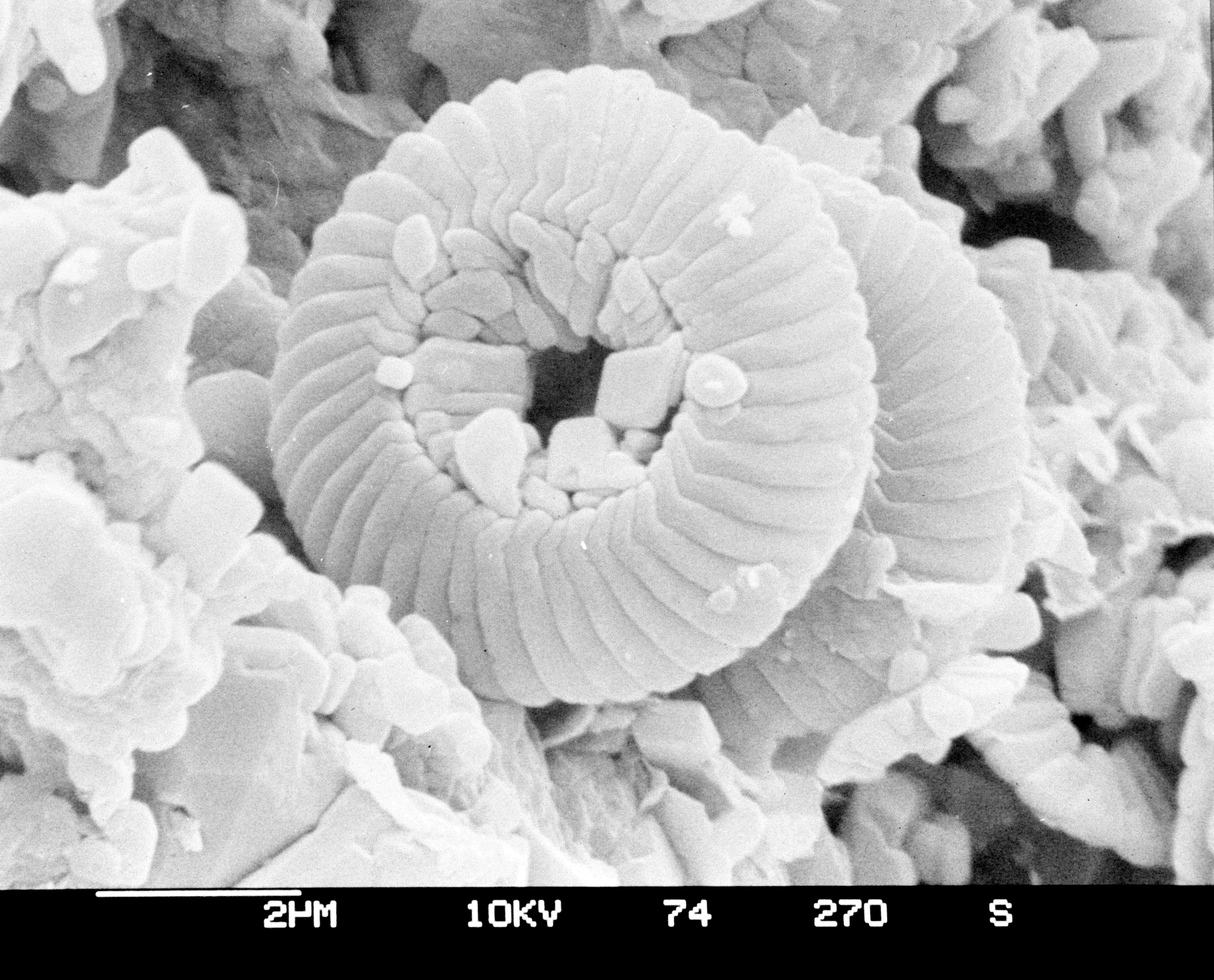
Microfotografia elettronica di microfossili in un nucleo di sedimento ottenuto dal Deep Sea Drilling Program

La storia antica della Terra offre l'opportunità di vedere quali firme geochimiche sono prodotte dalla vita microbica e come queste firme sono conservate attraverso il tempo geologico. Alcune discipline correlate, come la geochimica, la geobiologia e la geomicrobiologia, utilizzano spesso firme biologiche per determinare se gli organismi viventi sono stati o sono presenti in un campione. Queste possibili firme biologiche includono: (a) microfossili e stromatoliti, (b) strutture molecolari (biomarcatori) e composizioni isotopiche di carbonio, azoto e idrogeno nella materia organica, (c) vari rapporti di isotopi di zolfo e ossigeno nei minerali e (d) i rapporti di abbondanza e la composizione isotopica dei metalli sensibili all'ossidoriduzione (ad esempio ferro, molibdeno, cromo e terre rare).
Ad esempio, i particolari acidi grassi misurati in un campione possono indicare quali tipi di batteri e archaea vivono o sono vissuti in quell'ambiente. Un altro esempio sono gli alcoli grassi a catena lunga con più di 23 atomi prodotti dai batteri planctonici. Quando viene usato in questo senso, i geochimici spesso preferiscono il termine biomarcatore. Un altro esempio è la presenza di lipidi a catena lineare sotto forma di alcani, alcoli e acidi grassi con 20-36 atomi di carbonio nel suolo o nei sedimenti. I depositi di torba sono un'indicazione di origine nella cera epicuticolare della pianta più alta.
I processi vitali possono produrre una serie di biofirme, come acidi nucleici, lipidi, proteine, amminoacidi, materiale simile al kerogene e varie caratteristiche morfologiche rilevabili nelle rocce e nei sedimenti.

## In astrobiologia

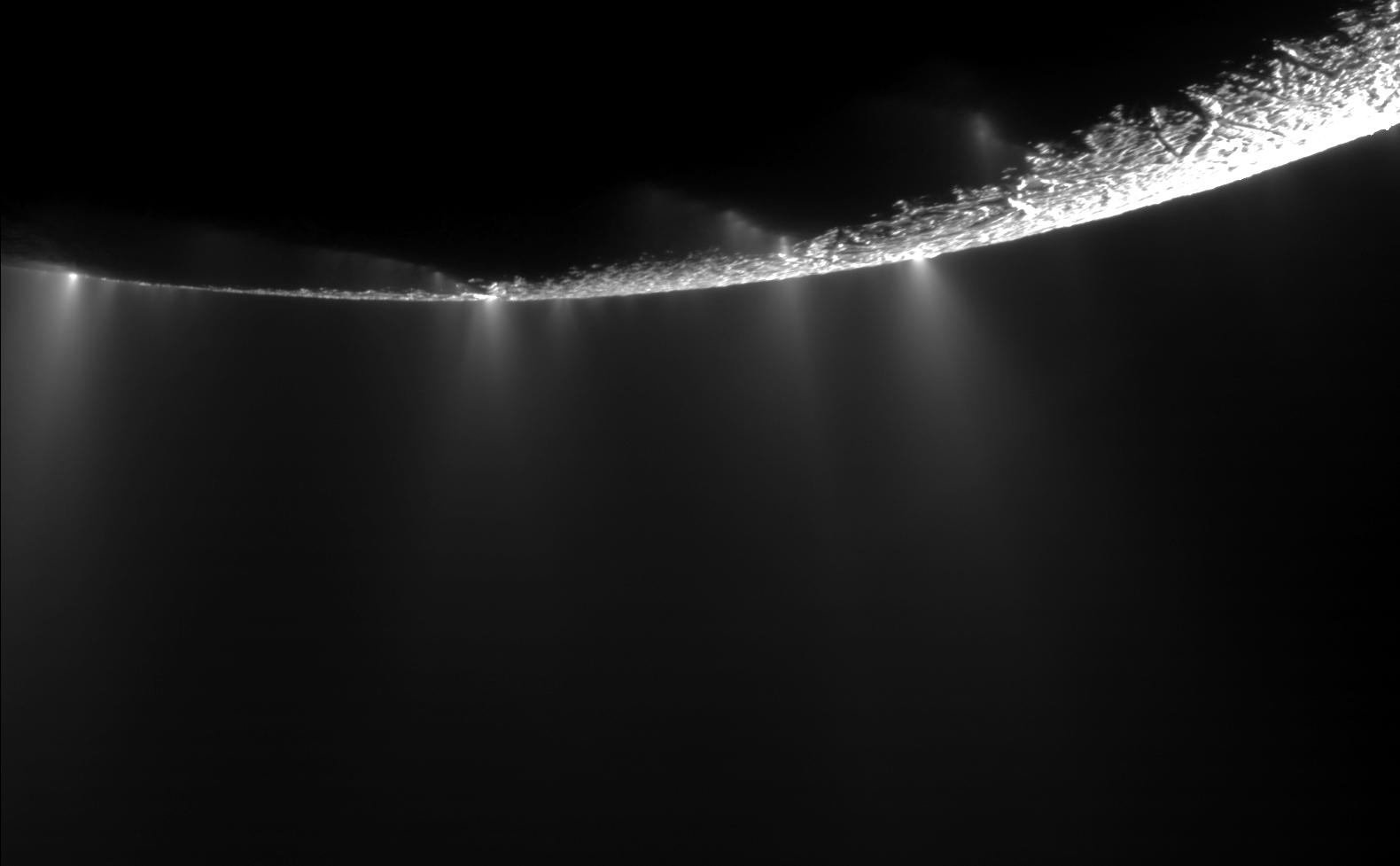
Un'immagine dei pennacchi di acqua e ghiaccio provenienti dalla superficie di Encelado. Le future missioni indagheranno su questi geyser per determinarne la composizione e rilevare eventuali biofirme.

L'esplorazione astrobiologica si basa sulla premessa che le biofirme trovate nello spazio saranno riconoscibili come vita extraterrestre. L'utilità di una biofirma è determinata, non solo dalla probabilità che la vita l'abbia creata, ma anche dall'improbabilità che processi non biologici (abiotici) l'abbiano prodotta. Un esempio di una firma biologica potrebbe essere il rilevamento di molecole organiche complesse e/o strutture la cui la formazione è praticamente impossibile in assenza di vita. Ad esempio, alcune categorie di biofirme possono includere quanto segue: morfologie cellulari ed extracellulari, sostanze biogeniche nelle rocce, strutture molecolari biorganiche, chiralità, minerali biogenici, modelli di isotopi biogenici stabili in minerali e composti organici nei gas atmosferici, caratteristiche rilevabili a distanza sulle superfici planetarie, come i pigmenti fotosintetici, ecc.

### Possibili biofirme
I gas nelle atmosfere dei pianeti extrasolari possono essere rivelati dai telescopi di ultima generazione, come il JWST, tuttavia la loro presenza non è necessariamente sinonimo di abitabilità planetaria, poiché esistono diversi meccanismi che, su pianeti diversi dal nostro, possono portare a falsi positivi. Ad esempio l'ossigeno sarebbe una delle migliori biofirme, poiché sulla Terra è un sottoprodotto della fotosintesi e viene successivamente utilizzato da altre forme di vita per respirare. Tuttavia, la sola presenza dell'ossigeno nell'atmosfera di un pianeta non è sufficiente per confermare la presenza di vita, poiché esso si può accumulare abioticamente se c'è un basso inventario di gas non condensabili oppure attraverso la fotolisi dell'acqua causata dalla radiazione ultravioletta, seguita dalla fuga idrodinamica dell'idrogeno nello spazio con conseguente accumulo di ossigeno nell'atmosfera.
Anche il metano è una forte biofirma ed è più facilmente rivelabile dell'ossigeno dal telescopio spaziale Webb. Sulla Terra l'incremento di questo gas è dovuto a processi biologici, ma anche in questo caso la sua sola presenza non sarebbe sufficiente; tuttavia, rappresenterebbe un buon indizio sul quale svolgere ulteriori indagini per capire se il processo che avesse determinato la sua abbondanza nell'atmosfera del pianeta fosse di origine biologica o meno.
Altri gas che potrebbero essere buone biofirme sono l'anidride carbonica (CO2), l'ozono (O3), l'ammoniaca (NH3), la fosfina (PH3), il cloruro di metile (CH3Cl), l'etano (C2H6), il metantiolo (CH3SH) e il protossido d'azoto (N2O).